# Elezioni presidenziali in Russia del 2004
Le elezioni presidenziali in Russia del 2004 si tennero il 14 marzo; videro la vittoria del Presidente uscente Vladimir Putin, che sconfisse i candidati del Partito Comunista, del Partito Liberal-Democratico ed esponenti indipendenti.

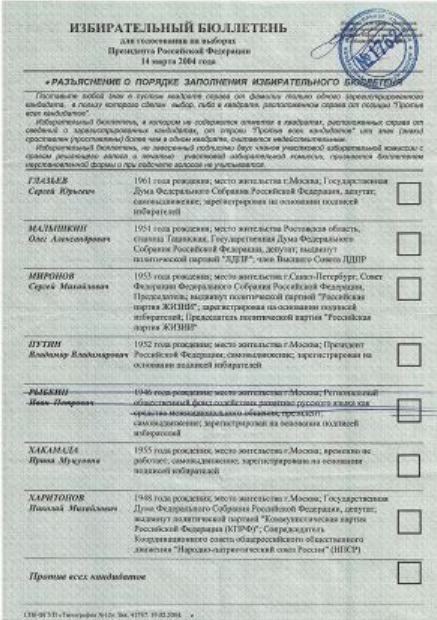
Scheda elettorale. È obliterato il nominativo di Ivan Rybkin, la cui candidatura era stata ritirata il 6 marzo.

## Risultati
| Vladimir Putin        | Russia Unita                              | 49 558 328  | 71,31 |  |  |  |  |  |
| Nikolaj Charitonov    | Partito Comunista della Federazione Russa | 9 514 554   | 13,69 |  |  |  |  |  |
| Sergey Glazyev        | Indipendente                              | 2 850 610   | 4,10  |  |  |  |  |  |
| Irina Khakamada       | Indipendente                              | 2 672 189   | 3,84  |  |  |  |  |  |
| Oleg Malyshkin        | Partito Liberal-Democratico di Russia     | 1 405 326   | 2,02  |  |  |  |  |  |
| Sergey Mironov        | Partito Russo della Vita                  | 524 332     | 0,75  |  |  |  |  |  |
| Nessuno dei candidati | Nessuno dei candidati                     | 2 397 140   | 3,45  |  |  |  |  |  |
| Voti non validi       | Voti non validi                           | 578 847     | 0,83  |  |  |  |  |  |
| Totale                | Totale                                    | 69 501 326  | 100   |  |  |  |  |  |
|                       |                                           |             |       |  |  |  |  |  |
| Elettori              | Elettori                                  | 108 064 281 |       |  |  |  |  |  |